# Melodrama (альбом)
Melodrama (с англ. — «Мелодрама») — второй студийный альбом новозеландской певицы и автора песен Лорд. Альбом был издан 16 июня 2017 года на лейблах Lava и Republic. Во время записи альбома, Лорд сотрудничала с такими продюсерами, как Джек Антонофф, Франк Дьюкс, Кук Харрелл и Эндрю Уайат, а также сама приняла участие в продюсировании пластинки. В поддержку альбома были выпущены такие синглы, как «Green Light» и «Perfect Places», а также промосинглы «Liability» и «Sober». Диск был записан в период с июля 2015 года по январь 2017 года в домашней студии главного продюсера альбома, Джека Антоноффа. Альбом получил широкое признание со стороны критиков и достиг коммерческого успеха, дебютировав на первой строчке чарта Billboard 200.

## История создания
В интервью журналу Billboard, Лорд рассказала, что начала писать новый материал в декабре 2013 года. Отвечая поклоннику в социальной сети Instagram в августе 2016 года, исполнительница сказала, что материал записан и находится на стадии производства. В ноябре того же года, на своё двадцатилетие, Лорд опубликовала в Facebook заметку, в которой говорит: «Написание Pure Heroine было моим способом увековечить подростковую славу, выставить её в свет навсегда, чтобы та часть меня никогда не умерла, а новый альбом, он о том, что же будет дальше».
16 февраля 2017 года лейбл Лорд, Republic, опубликовали дату «7 марта» под заголовком «Секретный», вызвавший предположения, что речь идёт об альбоме исполнительницы, после чего лейбл удалил информацию. 26 февраля Лорд поддразнивала поклонников на встрече в Новой Зеландии, анонсировав даты выхода новой музыки, 2 марта по Нью-Йорку и 3 марта по Новой Зеландии. За два дня до объявленной даты, в сети появилась информация, что сингл в поддержку нового альбома будет называться «Green Light». 2 марта, исполнительница анонсировала альбом Melodrama, а также добавила, что релиз состоится 16 июня того же года. 9 марта того же года Лорд выпустила песню «Liability» в качестве промосингла в поддержку альбома Melodrama. Лорд впервые исполнила «Green Light» и «Liability» 11 марта 2017 года на телешоу Saturday Night Live. 18 мая 2017 года, Лорд анонсировала список композиций альбома Melodrama, состоящий из одиннадцати треков. 1 июня в поддержку альбома был выпущен следующий сингл, «Perfect Places». Альбом был записан на домашней студии Джека Антоноффа и студии «Electric Lady Studios в Нью-Йорке.

## Композиции
Лорд описала альбом как адресование им тем горя, уединения и одиночества, а также как концептуальный диск, рассказывающий историю об одинокой домашней вечеринке. Согласно интервью певицы для The New York Times, у Лорд наблюдается „наблюдается неврологическое отклонение, известное как хроместезия. Когда она слышит определённые звуки и мелодии, соответствующие цвета появляются в голове“. Также отмечалось, что Лорд хотела использовать „слабительный режим“ для альбома. Исполнительница работала над альбомом около трёх лет, начав писать песни в своём доме в Окленде, Новая Зеландия, но также и писала их в различных отелях Нью-Йорка, в которых она останавливалась.

## Синглы и промокампания
Лорд впервые исполнила Green Light» и «Liability» 11 марта 2017 года на телешоу Saturday Night Live. 15 апреля 2017 года Лорд презентовала две песни с альбома, «Sober» и «Sober II (Melodrama)» на мини-концерте в ресторане Pappy & Harriet’s, перед основным выступлением на фестивале «Коачелла». На следующий день, на выступление на фестивале «Коачелла», исполнительница также презентовала песню «Homemade Dynamite», которая должна была стать вторым синглом с альбома. 21 мая 2017 года, Лорд исполнила сингл «Green Light» на музыкальной премии Billboard Music Awards. 8 июня 2017 года, Лорд анонсировала мировой турне Melodrama World Tour в поддержку альбома Melodrama, которое начнётся в сентябре того же года. 30 июля 2017 года, Лорд выступила на фестивале «Fuji Rock Festival» в Ниигате, Япония.
23 июня 2017 года состоялось первое в карьере Лорд выступление (в том числе с песней «Green Light») на легендарном музыкальном фестивале Гластонбери (ферма Worthy Farm, деревня Pilton, около города Гластонбери, Великобритания), который называют «британским Вудстоком» и считают главным событием музыкального года Соединенного королевства.
Лорд объявила название альбома через аккаунт в социальной сети Twitter, одновременно выпустив первый сингл в поддержку альбома, «Green Light», и сопровождающее музыкальное видео 2 марта 2017 года. «Perfect Places» был выпущен в качестве второго сингла 1 июня 2017 года. На американское модерн-радио, песня была отправлена 6 июня 2017 года в качестве второго сингла в поддержку Melodrama. Песня «Liability» была выпущена в качестве первого промосингла в поддержку альбома 10 марта 2017 года. 9 июня 2017 года, композиция «Sober» также была выпущена в качестве промосингла. Бонус-трек японского издания альбома включает только ремикс диджея Chromeo на лид-сингл «Green Light».

## Реакция критиков
| Совокупная оценка    | Совокупная оценка |
| Источник             | Оценка            |
| -------------------- | ----------------- |
| AnyDecentMusic?      | 8.5/10            |
| Metacritic           | 91/100            |
| Оценки критиков      |                   |
| Источник             | Оценка            |
| AllMusic             | [ 15 ]            |
| Chicago Tribune      | [ 16 ]            |
| The Daily Telegraph  | [ 17 ]            |
| Entertainment Weekly | A                 |
| The Guardian         | [ 19 ]            |
| The Independent      | [ 20 ]            |
| NME                  | [ 21 ]            |
| Pitchfork            | 8.8/10            |
| Rolling Stone        | [ 23 ]            |
| Slant Magazine       | [ 24 ]            |

Альбом был очень положительно оценён музыкальными критиками. На агрегаторе Metacritic диск получил 91 балл из 100 возможных на основе тридцати трёх рецензий. Нолан Фини из журнала Entertainment Weekly оценил альбом на высший балл, сказав: «Как только вы думаете, что подходите к концу этого путешествия, лирика Лорд заставляет прослушать альбом ещё раз. Это пазл, который вы будете ещё долго собирать после того, как вечеринка закончится». В журнале Slant альбом оценили на четыре с половиной из пяти возможных звёзд, также добавив: «Независимо на то, является ли этот альбом вечериночным и замаскированным как альбом о расставании или альбом о расставании, замаскированный под вечериночный альбом, он слабительный, драматичный и всё остальное, что вам может понадобиться под названием Мелодрама». В издании Rolling Stone пластинке поставили четыре звезды из пяти возможных соответственно. Стейси Андерсон из издания Pitchfork оценила альбом на 8,8 баллов из десяти, назвав его «Лучшим новым альбомом», также сказав: «Лорд умеет захватывать эмоции, как никто другой. Её второй альбом — это виртуозное обучение о том, как стать молодой девушкой, глянцевым и влажным поп-альбомом, полным горя и жизнелюбия, и нечто с максимальной осторожностью и мудростью».

## Итоговые списки критиков
Альбом был включён во многие итоговые списки лучших альбомов года, а затем и десятилетия. Melodrama занял второе место в списке самых популярных альбомов 2017 года по версии Metacritic, составленном на основе включения в списки мейнстримных изданий по итогам года. Альбом занял четвертое место в ежегодном опросе массовых критиков The Village Voice по версии Pazz & Jop за 2017 год. По версии Metacritic он стал десятым альбомом с наибольшим количеством упоминаний в списках 10 лучших альбомов десятилетия по версии критиков, набрав 11 баллов. Что касается оценки музыкальной аудитории, читатели журнала Rolling Stone признали Melodrama вторым по популярности альбомом 2017 года, а читатели Pitchfork назвали его десятым величайшим альбомом 2010-х годов, что стало самой высокой позицией для альбома женского исполнителя в этом списке. В другом опросе читателей Pitchfork, включавшем 200 лучших альбомов, выпущенных с 1996 по 2021 год, Melodrama заняла 20 место в списке.
24 ноября 2017 года английский журнал NME опубликовал список лучших альбомов года, где Melodrama занял первое место.
| Критик/организация                  | Список                                   | Ранг | Ссылка |
| ----------------------------------- | ---------------------------------------- | ---- | ------ |
| Albumism                            | Decade-end                               | *    | 2019   |
| AllMusic                            | Year-end                                 | *    | 2017   |
| AllMusic                            | Decade-end                               | *    | 2019   |
| Australian Financial Review         | Decade-end                               | *    | 2019   |
| The A.V. Club                       | Year-end                                 | 17   | 2017   |
| BBC                                 | Year-end                                 | 3    | 2017   |
| Billboard                           | Year-end                                 | 3    | 2017   |
| Cajita Musical                      | Decade-end                               | 1    | 2019   |
| Jon Caramanica (The New York Times) | Year-end                                 | 7    | 2017   |
| Jon Pareles (The New York Times)    | Year-end                                 | 7    | 2017   |
| Cleveland                           | Decade-end                               | 22   | 2019   |
| Complex                             | Year-end                                 | 44   | 2017   |
| Consequence of Sound                | Year-end                                 | 1    | 2017   |
| Consequence of Sound                | Decade-end                               | 4    | 2019   |
| Consequence of Sound                | Decade-end (Pop albums)                  | 1    | 2019   |
| Consequence of Sound                | 2007-2022                                | 75   | 2023   |
| Crack                               | Decade-end                               | 77   | 2019   |
| The Daily Beast                     | Year-end                                 | 5    | 2017   |
| Dazed                               | Year-end                                 | 4    | 2017   |
| Entertainment Weekly                | Year-end                                 | 1    | 2017   |
| Entertainment Weekly                | 1990-2019                                | *    | 2020   |
| Exclaim!                            | Year-end (Pop and rock albums)           | 4    | 2017   |
| Evening Standard                    | Year-end                                 | 1    | 2018   |
| Far Out                             | Year-end                                 | 30   | 2017   |
| The Forty Five                      | All Time (Sophomore albums)              | 3    | 2021   |
| Genius                              | Year-end                                 | 6    | 2017   |
| The Guardian                        | Year-end                                 | 4    | 2017   |
| Highsnobiety                        | Year-end                                 | 3    | 2017   |
| The Independent                     | Year-end                                 | 2    | 2017   |
| The Independent                     | Decade-end                               | 8    | 2019   |
| Insider                             | Decade-end                               | 8    | 2019   |
| The Irish Times                     | Year-end                                 | *    | 2017   |
| Junkee                              | Year-end                                 | 2    | 2017   |
| The Line of Best Fit                | Year-end                                 | 11   | 2017   |
| Loud and Quiet                      | Year-end                                 | 7    | 2017   |
| Mary Siroky (Consequence of Sound)  | 2007-22 (Pop albums)                     | 7    | 2022   |
| The Mercury News                    | Year-end                                 | 5    | 2017   |
| The Mercury News                    | Decade-end                               | 7    | 2019   |
| MusicOMH                            | Year-end                                 | *    | 2017   |
| Newsweek                            | Year-end                                 | *    | 2017   |
| The New Zealand Herald              | Year-end                                 | 2    | 2017   |
| NME                                 | Year-end                                 | 1    | 2017   |
| NME                                 | Decade-end                               | 2    | 2019   |
| No Ripcord                          | Year-end                                 | 1    | 2017   |
| NPR                                 | Year-end                                 | 5    | 2017   |
| Our Culture                         | Decade-end (Pop albums)                  | 1    | 2019   |
| Paper                               | Decade-end                               | *    | 2019   |
| Paste                               | Decade-end (Pop albums)                  | 12   | 2019   |
| Paste                               | All Time (Synth-pop albums)              | 25   | 2023   |
| Paste                               | All Time (Breakup albums)                | 27   | 2019   |
| Paste                               | All Time                                 | 252  | 2024   |
| Pazz & Jop (The Village Voice)      | Year-end                                 | 4    | 2018   |
| Pitchfork                           | Year-end                                 | 5    | 2017   |
| Pitchfork                           | Decade-end                               | 14   | 2019   |
| PopMatters                          | Year-end                                 | 2    | 2017   |
| PopMatters                          | Year-end (Pop albums)                    | 1    | 2017   |
| The Ringer                          | Year-end                                 | 2    | 2017   |
| Q                                   | Year-end                                 | 4    | 2017   |
| Robert Dimery                       | 1001 Albums You Must Hear Before You Die | *    | 2018   |
| Rolling Stone                       | Year-end                                 | 2    | 2017   |
| Rolling Stone                       | Year-end (Pop albums)                    | 1    | 2017   |
| Rolling Stone                       | Decade-end                               | 7    | 2019   |
| Rolling Stone                       | All Time                                 | 460  | 2020   |
| Rolling Stone India                 | Decade-end                               | 6    | 2019   |
| Rolling Stone Italy                 | Decade-end                               | 32   | 2019   |
| The Skinny                          | Year-end                                 | 3    | 2017   |
| Slant Magazine                      | Year-end                                 | 7    | 2017   |
| Slant Magazine                      | Decade-end                               | 17   | 2019   |
| Spin                                | Year-end                                 | 4    | 2017   |
| Sputnikmusic                        | Year-end                                 | 7    | 2017   |
| Stereogum                           | Year-end                                 | 1    | 2017   |
| Stereogum                           | Decade-end                               | 17   | 2019   |
| The Sydney Morning Herald           | Year-end                                 | *    | 2017   |
| Time                                | Year-end                                 | 5    | 2017   |
| Time Out                            | Year-end                                 | 6    | 2017   |
| Tiny Mix Tapes                      | Year-end                                 | 8    | 2017   |
| Tiny Mix Tapes                      | Decade-end                               | 53   | 2019   |
| Treblezine                          | Year-end                                 | 23   | 2017   |
| Treblezine                          | Decade-end                               | 85   | 2020   |
| uDiscover Music                     | Decade-end                               | 5    | 2019   |
| Uncut                               | Year-end                                 | 18   | 2017   |
| Uncut                               | 2010-2024                                | 50   | 2024   |
| Under the Radar                     | Year-end                                 | 56   | 2017   |
| Uproxx                              | Year-end                                 | 1    | 2017   |
| Uproxx                              | Decade-end                               | 6    | 2019   |
| Variety                             | Year-end                                 | *    | 2017   |
| Vice                                | Year-end                                 | 10   | 2017   |
| Vice                                | Decade-end                               | 65   | 2019   |
| Vulture                             | Year-end                                 | 8    | 2017   |
| The Young Folks                     | Year-end                                 | 2    | 2017   |
| The Young Folks                     | Decade-end                               | 18   | 2019   |

## Коммерческий успех
Melodrama дебютировала на первом месте чарта в Новой Зеландии, Австралии и в США, где тираж в первую неделю релиза составил 109,000 альбомных эквивалентных единиц, из которых 82,000 составили истинные альбомные продажи.

## Список композиций
| №                   | Название                 | Автор(ы)                                   | Продюсер(ы)                              | Длительность |
| ------------------- | ------------------------ | ------------------------------------------ | ---------------------------------------- | ------------ |
| 1.                  | «Green Light»            | Лорд, Джоэл Литтл, Джек Антонофф           | Лорд, Антонофф, Франк Дьюкс, Кук Харрелл | 3:54         |
| 2.                  | «Sober»                  | Лорд, Антонофф                             | Лорд, Антонофф, Malay, Харрелл           | 3:17         |
| 3.                  | «Homemade Dynamite»      | Лорд, Эбба Туве Эльса Нильссон, The Struts |                                          | 3:09         |
| 4.                  | «The Louvre»             | Лорд, Антонофф                             |                                          | 4:31         |
| 5.                  | «Liability»              | Лорд, Антонофф                             | Лорд, Антонофф                           | 2:52         |
| 6.                  | «Hard Feelings/Loveless» | Лорд, Антонофф                             |                                          | 6:07         |
| 7.                  | «Sober II» (Melodrama)   | Лорд, Антонофф                             |                                          | 2:58         |
| 8.                  | «Writer in the Dark»     | Лорд, Антонофф                             |                                          | 3:36         |
| 9.                  | «Supercut»               | Лорд, Антонофф                             |                                          | 4:37         |
| 10.                 | «Liability (Reprise)»    | Лорд, Антонофф                             |                                          | 2:16         |
| 11.                 | «Perfect Places»         | Лорд, Антонофф                             | Лорд, Антонофф, Дьюкс, Эндрю Уайат       | 3:41         |
| Общая длительность: | Общая длительность:      | Общая длительность:                        | Общая длительность:                      | 40:58        |

| №                   | Название                      | Длительность |
| ------------------- | ----------------------------- | ------------ |
| 12.                 | «Green Light» (Chromeo Remix) | 4:09         |
| Общая длительность: | Общая длительность:           | 45:07        |

## Чарты
| Чарт (2017)                            | Высшая позиция |
| -------------------------------------- | -------------- |
| Австралия (ARIA)                       | 1              |
| Австрия (Ö3 Austria)                   | 8              |
| Бельгия/Фландрия (Ultratop)            | 12             |
| Бельгия/Валлония (Ultratop)            | 12             |
| Канада (Canadian Albums Chart)         | 1              |
| Чехия (ČNS IFPI)                       | 3              |
| Дания (Hitlisten)                      | 6              |
| Нидерланды (Album Top 100)             | 6              |
| Финляндия (Suomen virallinen lista)    | 15             |
| Франция (SNEP)                         | 29             |
| Германия (Offizielle Top 100)          | 11             |
| Венгрия (MAHASZ)                       | 33             |
| Ирландия (IRMA)                        | 3              |
| Италия (Classifica album)              | 8              |
| Япония (Oricon)                        | 87             |
| Республика Корея (Gaon)                | 6              |
| Новая Зеландия (RMNZ)                  | 1              |
| Норвегия (VG-lista)                    | 4              |
| Польша (ZPAV)                          | 13             |
| Португалия (AFP)                       | 10             |
| Шотландия (Scottish Albums Chart)      | 7              |
| Испания Spanish Albums (PROMUSICAE)    | 9              |
| Швеция (Sverigetopplistan)             | 10             |
| Швейцария (Schweizer Hitparade)        | 7              |
| Великобритания (UK Albums Chart)       | 5              |
| США (Billboard 200)                    | 1              |
| США (Billboard Top Alternative Albums) | 1              |

## Сертификации
| Регион                                                                      | Сертификация  | Продажи |
| --------------------------------------------------------------------------- | ------------- | ------- |
| Австралия (ARIA)                                                            | Платиновый    | 70 000  |
| Канада (Music Canada)                                                       | Платиновый    | 80 000  |
| Китай                                                                       | —             | 164,000 |
| Дания (IFPI Danmark)                                                        | Золотой       | 10 000  |
| Новая Зеландия (RMNZ)                                                       | 4× Платиновый | 60 000  |
| Польша (ZPAV)                                                               | Золотой       | 10 000  |
| Великобритания (BPI)                                                        | Золотой       | 169,000 |
| США (RIAA)                                                                  | Платиновый    | 248,000 |
| Итого                                                                       |               |         |
| Мир                                                                         | —             | 400,000 |
| Данные о продажах + прослушиваниях приведены только на основе сертификации. |               |         |

### Комментарии
1. ↑  Продажи Melodrama в Великобритании на август 2021[158]
2. ↑  Продажи Melodrama в США на июнь 2021[160]